# Mayigowdanahalli, Krishnarajanagara
Mayigowdanahalli là một làng thuộc tehsil Krishnarajanagara, huyện Mysore, bang Karnataka, Ấn Độ.